# Lago Seco Rogers
El Lago Seco Rogers (en inglés: Rogers Dry Lake) es una salar endorreico situado en el desierto de Mojave dentro del Condado de Kern (California). El lago deriva su nombre de la anglicización del nombre español, Lago Seco Rodríguez (Rodríguez Dry Lake). Es la parte central de la Base de Edwards, ya que su superficie dura proporciona una extensión natural a las pistas pavimentadas. Anteriormente se conocía como Lago Seco de Muroc (Muroc Dry Lake).

## Geología
El Lago Seco Rogers está localizado en Antelope Valley, a unos 160 km al norte de Los Ángeles. Cubre un área de aproximadamente 65.170 km² en el punto bajo del valle, formando una figura aproximada de ocho. Es el lecho de un lago que se formó hace aproximadamente 2,5 millones de años, en el Pleistoceno. Tiene 20,1 km de largo y 8,9 km de ancho en sus dimensiones más grandes. El lecho del lago es inusualmente duro, capaz de soportar hasta 17,5767 kgf/m² sin agrietarse. Esto es suficiente para permitir que incluso el avión más pesado aterrice con seguridad.
Durante las breves estaciones de lluvia el agua estancada puede estar en el lecho del lago, acumulándose cerca de la elevación más baja de la región (700 metros). El lago se encuentra junto al Lago Rosamond, más pequeño, que durante el Holoceno formaron juntos una gran masa de agua.

## Historia
El área del lecho del lago fue utilizada por primera vez por los ferrocarriles y disponía de una estación de agua para las locomotoras a vapor situada cerca del Ferrocarril Atchison, Topeka y Santa Fe. En 1910 la familia Corum se instaló en el lecho del lago; intentaron crear una pequeña comunidad llamada "Muroc" (su apellido escrito al revés), que fracasó. En 1933 llegó el Ejército de Estados Unidos que buscaba establecer un polígono de bombardeo en la zona. Se determinó que podría sacársele un potencial uso al lecho del lago como aeródromo, y en 1937 el Cuerpo Aéreo del Ejército estableció el Aeródromo de Muroc para el entrenamiento de sus tripulaciones de bombarderos y la realización de pruebas de vuelo. Dicho aeródromo pasó a llamarse más tarde Base de Edwards de la Fuerza Aérea.
Durante la Segunda Guerra Mundial se construyó en el lecho del lago una réplica de un crucero japonés de 200 metros, apodado "Muroc Maru". El barco fue demolido en 1950.

### Base de Edwards de la Fuerza Aérea
Muchos de los logros aeronáuticos más notables de Estados Unidos han tenido lugar en el Lago Rogers, incluidas las pruebas con aviones experimentales, la ruptura de la barrera del sonido por parte de Chuck Yeager y los aterrizajes del transbordador espacial. También es famoso por la rosa de los vientos más grande del mundo pintada en el lecho del lago. Fue designado Monumento Histórico Nacional en 1985.
Su pista principal es la 22/04. Además de su componente pavimentado de 4.600 m, tiene 2.700 m adicionales de pista en el lecho del lago y sobre él es capaz de aterrizar todas las aeronaves conocidas.
Hay otras siete pistas oficiales en el lecho del lago Rogers:
- 17/35 de 12.1 km (pista principal)
- 05/23 de 8,4 km
- 06/24 de 2,3 km
- 07/25 6,4 km
- 09/27 de 3,2 km
- 30 de 3,2 km (la pista 30 se extiende hasta la rosa de los vientos, por lo que su pista 12 correspondiente, sin marcar, nunca se usa)
- 15/33 de 10 km
- 18/36 de 7,2 km